# Acanthodes (bladkevers)
Acanthodes is een geslacht van kevers uit de familie bladkevers (Chrysomelidae).
De wetenschappelijke naam van het geslacht werd in 1864 gepubliceerd door Joseph Sugar Baly.

## Soorten
- Acanthodes baeri Pic, 1927
- Acanthodes diversicornis Pic, 1927
- Acanthodes donckieri Weise, 1904
- Acanthodes generosa Baly, 1864
- Acanthodes lateralis Baly, 1864
- Acanthodes leseleuei (Guérin-Méneville, 1844)
- Acanthodes limbata Weise, 1904
- Acanthodes multinotata Pic, 1927
- Acanthodes nigripennis Baly, 1864
- Acanthodes notaticeps Pic, 1927
- Acanthodes rufa Pic, 1927
- Acanthodes strandi Uhmann, 1933
- Acanthodes tarsata Baly, 1864
- Acanthodes unca Spaeth, 1937
- Acanthodes viridipennis Weise, 1904